# Ищенко, Владимир Семёнович
Владимир Семёнович Ищенко (1914, Николаев, Херсонская губерния, Российская империя — 1984 Николаев, Украинская ССР, СССР) — советский футболист, нападающий.

## Карьера
После окончания средней школы работал на заводе им. А. Марти. С 1930 начал заниматься футболом. Играл в городской команде им. 9-го съезда Комсомола, с 1934 — в команде завода им. А. Марти. В 1938 выступал за сборную города Одессы и местное «Динамо» — клуб высшей лиги СССР, с 1939 — игрок и капитан команды «Судостроитель». В 1941 году играл за харьковскую команду высшей лиги «Спартак». Далее выступал за команду г. Молотова и тренировал её с 1948 по 1953 гг. Под его руководством молотовцы вернули себе место в первой лиге чемпионата СССР. В 1964 возглавил николаевский «Судостроитель». Два сезона провёл в роли старшего тренера, а далее в роли ассистента. В 1971—1977 тренировал юношескую сборную города Николаева. Избирался председателем областной федерации футбола.